# Museu da Arte e História do Judaísmo (Paris)
O Museu da arte e história do Judaísmo de Paris é um museu situado na rua do Templo em Paris, num bairro histórico da capital francesa, o Marais, conta a história das comunidades judaicas ao longo de séculos, com o seu património e tradições culturais. Em particular, este museu retrata a história dos judeus em França, sendo que uma boa parte deles são judeus de origem portuguesa (sefarditas), que fugiram de Portugal para escapar às perseguições e à Inquisição portuguesa.
Aqui se encontram importantes documentos que relatam a história do Caso Dreyfus (cartas, jornais etc). Entre os artistas expostos encontramos Chagall, Modigliani, Soutine, Kikoine, entre outros.
Aqui está também exposto o primeiro livro publicado em Lisboa e um dos primeiros publicados em Portugal, o Comentários sobre o Pentateuco, impresso em Lisboa em 1489.